# Six Feet Under – Gestorben wird immer
Six Feet Under – Gestorben wird immer (Originaltitel: Six Feet Under) ist eine von Alan Ball verfasste US-amerikanische Fernsehserie, die in fünf Staffeln von 2001 bis 2005 vom Pay-TV-Sender HBO ausgestrahlt wurde. Sie war die erste dramatische Serie des Senders nach Die Sopranos und gilt heute als eine der klassischen HBO-Serien. Sie wurde mit zahlreichen Preisen ausgezeichnet, unter anderem sieben Emmys und drei Golden Globe Awards.

## Handlung
Six Feet Under ist eine mit schwarzem Humor und dramatischen Elementen verbindende Familiensaga um die in Los Angeles lebende Familie Fisher. Ausgangspunkt der Serie ist der tödliche Verkehrsunfall des Bestattungsunternehmers Nathaniel Fisher Sr. Das Bestattungsinstitut wird danach von seinen Söhnen, den Brüdern Nate und David, weitergeführt. Neben ihnen gehören Ruth, die Witwe, und die adoleszente Schwester Claire zur Familie. Im Bestattungsinstitut arbeitet außerdem Rico als angestellter Einbalsamierer.
Nathaniels Tod wird mitunter als Symbol für das Verschwinden patriarchaler Verhältnisse interpretiert. In vielen Episoden versucht die Serie demnach eine positive Antwort auf die Frage zu finden, wie sich die Gesellschaft ohne patriarchale Führung entwickeln könnte. Die Serie verfolgt die weiteren Lebenswege der Familienmitglieder und ihres nahen Umfelds, ihrer Konflikte und Selbstfindungen. Zentrales zusätzliches Motiv neben dem Tod sind dabei insbesondere partnerschaftliche Beziehungen. Vor diesen Hintergründen werden dabei gesellschaftliche Themen wie Alter, Homosexualität, Gender, der innere Unfrieden Heranwachsender, Rassenkonflikte, psychische Erkrankungen und Drogensucht umkreist. Der makabere Humor hingegen tritt im Verlauf der Serie immer mehr in den Hintergrund.
Jede Folge beginnt mit einem Todesfall, der die Einleitung zu dieser Episode darstellt und zugleich als Türöffner dient. Diese Todesfälle reichen vom Banalen über das Absurde, Komische bis hin zum Tragischen. Meist werden die Verstorbenen von den Fishers beigesetzt.

## Figuren
- Ruth O’Connor Fisher  – (gespielt von Frances Conroy; Synchronsprecherin: Regine Albrecht), ist Witwe und Mutter der drei Fisher-Kinder. Sie hat zum Zeitpunkt des Todes ihres Mannes Nathaniel ein Verhältnis mit einem Friseur. Später endet es zugunsten einer Beziehung mit ihrem Arbeitgeber, einem russischen Blumenhändler. Sie hat eine Schwester, Sarah O’Connor. Später heiratet sie George Sibley, von dem sie sich jedoch nach dessen schwerer psychischer Erkrankung wieder trennt.

- Nathaniel Fisher – (gespielt von Richard Jenkins; Synchronsprecher: Hans-Werner Bussinger), ist der Vater der drei Fisher-Kinder. Er taucht – obwohl er bereits in der ersten Folge stirbt – immer wieder in den Gedanken und Träumen der Fishers auf.

- Nate Fisher – (gespielt von Peter Krause; Synchronsprecher: Charles Rettinghaus), ist der Sohn, der zu Weihnachten die Familie in Los Angeles besuchen will und bei einem Quickie mit der ihm bisher unbekannten Brenda erfährt, dass sein Vater gestorben ist. Anfangs widerwillig, aber mit zunehmendem Interesse übernimmt er mit seinem Bruder David den Familienbetrieb. Er wird der Vater von Maya (mit Lisa) und Willa (mit Brenda).

- David Fisher – (gespielt von Michael C. Hall; Synchronsprecher: Dennis Schmidt-Foß), ist der jüngere Sohn, der schon länger mit seinem Vater den Betrieb geleitet hat. Er ist homosexuell und hat eine Beziehung mit dem (ehemaligen) Polizisten Keith Charles, mit dem er auch zwei afroamerikanische Kinder (Brüder) adoptiert. Erst eine Weile nach dem Tod seines Vaters erlebt er sein Coming-out.

- Claire Simone Fisher – (gespielt von Lauren Ambrose; Synchronsprecherin: Luise Helm), ist das jüngste Kind. Sie nimmt bisweilen Drogen und geht in die Schule beziehungsweise dann auf ein College für Kunst.

- Hector Federico Diaz – (gespielt von Freddy Rodríguez; Synchronsprecher: Marius Clarén), ist ein im Betrieb angestellter Einbalsamierer. Er kam zu den Fishers, als sein Vater starb, verlässt den Betrieb zwischenzeitlich, kommt aber wieder zurück und wird Mitgesellschafter. Er hat zwei Kinder und ist mit Vanessa verheiratet, die sich nach einem Seitensprung aber zeitweise von ihm trennt.

- Brenda Chenowith – (gespielt von Rachel Griffiths; Synchronsprecherin: Bianca Krahl), die Freundin und zweite Ehefrau von Nate.

- Vanessa Diaz – (gespielt von Justina Machado; Synchronsprecherin: Iris Artajo), verheiratet mit Federico. Sie arbeitet als Krankenschwester.

- Keith Dwayne Charles – (gespielt von Mathew St. Patrick; Synchronsprecher: Dietmar Wunder), Davids Lebensgefährte.

- George Sibley – (gespielt von James Cromwell; Synchronsprecher: Jochen Schröder), Ruths neuer Ehemann, der bereits sechsmal verheiratet war und drei Kinder hat. Er leidet an einer schweren psychischen Erkrankung, an deren Ausbruch die Ehe scheitert.

- Lisa Kimmel Fisher – (gespielt von Lili Taylor; Synchronsprecherin: Tanja Geke), Nates Freundin aus Seattle. Sie wird bei einem Besuch von Nate schwanger und heiratet ihn. Später verschwindet sie und wird ertrunken aufgefunden, was sich als Mord durch ihren Schwager herausstellt.

- Billy Chenowith – (gespielt von Jeremy Sisto; Synchronsprecher: David Nathan), ist Brendas jüngerer Bruder. Er ist manisch-depressiv und freundet sich mit Claire an.

- Margaret Chenowith – (gespielt von Joanna Cassidy; Synchronsprecherin: Rita Engelmann), ist Brendas Mutter und arbeitet als Psychologin.

## Produktion

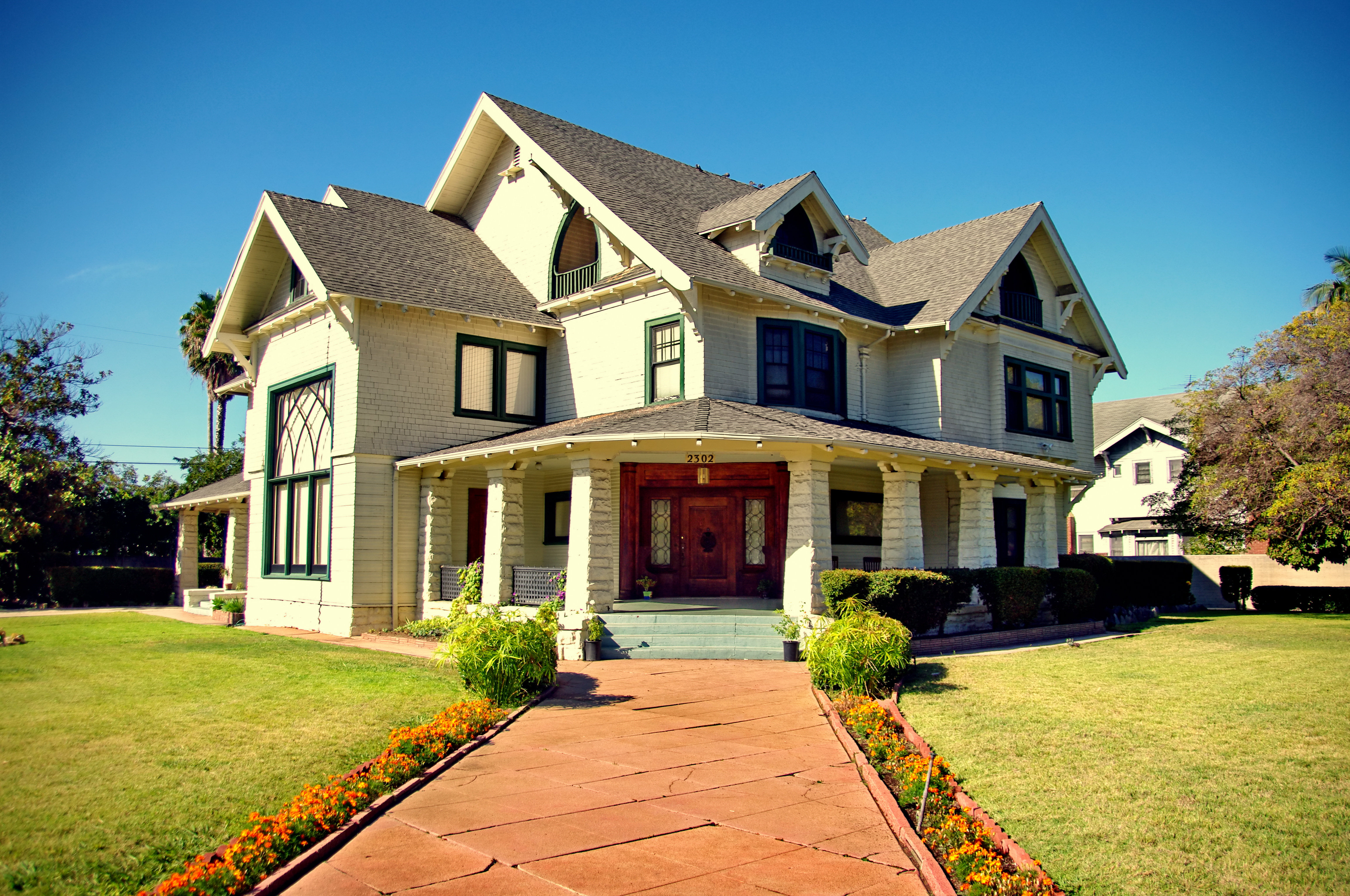
Das Haus der Fishers

Im Jahr 2000 erhielt Alan Ball für sein Drehbuch zum hochgelobten Spielfilm American Beauty einen Oscar. Kurz darauf sprach ihn Carolyn Strauss an, zu der Zeit Senior Vice President der Abteilung für Eigenproduktionen bei HBO. Strauss fragte ihn, ob er Interesse habe, für HBO eine Serie zu entwickeln.
Ball legte ein Konzept vor, das er ausgehend von dem gemeinsamen Motiv zweier Lieblingsfilme von Strauss entwickelt hatte, nämlich Harold und Maude und Tod in Hollywood, die beide als schwarze Komödien um das Thema „Tod“ kreisten. Nachdem Ball auch noch den Piloten schrieb, erhielt er eine feste Zusage für eine 13-teilige Staffel, HBO gewährte ihm dabei annähernd vollständige künstlerische Freiheit. Ball sagte auch, dass er ohne Die Sopranos nie „so gespannt auf die Möglichkeiten des Fernsehens“ gewesen wäre.
Wichtige Einflüsse auf die Gestalt der Serie nahmen autobiographische Ereignisse wie der Tod von Balls älterer Schwester bei einem Autounfall in seiner Anwesenheit, als er 13 war, und der Krebs-Tod seines Vaters sechs Jahre später. Aber auch Bücher wie The American Way of Death von Jessica Mitford und Bodies in Motion and at Rest sowie The Undertaking des amerikanischen Dichters und Bestatters Thomas Lynch waren von Bedeutung, Ball bat die Drehbuchautoren und Schauspieler auch um die Lektüre der Bücher vor Beginn der Aufnahmen.
Bereits vor Ausstrahlung der ersten Staffel gab HBO bei Ball eine zweite in Auftrag.

## Stab
Ball legte großen Wert auf eine eklektische Mischung unkonventioneller Autoren und Regisseure. Die sieben Hauptautoren, nämlich Bruce Eric Kaplan (Seinfeld), Rick Cleveland (The West Wing), Laurence Andries, Scott Buck, Jill Soloway, Christian Taylor und Kate Robins wurden von Ball zusammengerufen, um gemeinsam mit ihm als letzter Instanz Ideen für die einzelnen Episoden zu sammeln sowie Charaktere und die Handlungsstränge zu entwickeln. Erst danach erhielten die Autoren die Aufträge zum Ausarbeiten der Drehbücher anhand der gemeinsamen Vorarbeiten, ein unübliches Verfahren, da im Fernsehen die Drehbücher normalerweise nicht in Teamwork vorbereitet wurden.
Ähnlich ging Ball auch bei der Auswahl der Regisseure vor. Zwar spielte hier Teamwork in der kreativen Vorbereitung nicht die Rolle wie bei den Autoren, aber auch hier waren unkonventionelle Regisseure mit unterschiedlichen Stilen gefragt. Unter ihnen waren bekannte Independent-Filmregisseure wie Ted Demme, Rose Troche, Nicole Holofcener, Lisa Cholodenko und Miguel Arteta, aber auch Fernsehregisseure wie Michael Engler, Daniel Attias und Allen Coutler sowie Kathy Bates (auch als Schauspielerin in der Serie aktiv) und Rodrigo Garcia. Diese Kombination gilt als wichtige Grundlage des ausgeprägt originellen Erscheinungsbilds der Serie.
Für den Soundtrack zeichneten verschiedene Personen verantwortlich, nämlich der bereits mehrfach ausgezeichnete Thomas Newman (u. a. American Beauty) für die Titelmusik, Richard Marvin für die weitere Originalmusik und Thomas Golubic und Gary Calamar für die Auswahl von Fremdkompositionen. Ball behielt sich aber die Gesamtkontrolle über die musikalische Gestaltung vor, zum einen weil er selbst über profunde Kenntnisse in der Materie verfügte und zum anderen, weil er der Musik in der Serie große dramatische Bedeutung beimaß.

## Ästhetik
Ball suchte sich mit Alan Caso einen Kameramann, der mit den Autoren zusammen eine „Anti-Fernseh-Sprache“ entwickelte, die der Serie eine filmische Qualität geben sollte, ab der dritten Staffel auch unterstützt durch ein Breitbildformat. Ball ging dabei von eigenen Bildern von Bestattungshäusern mit dezenten Farben, schmeichelnder Musik und einem Gefühl der Zeitlosigkeit aus. Caso setzte dies in sehr malerischen Bildern mit entsättigten Farben und naturgetreuem Licht um. Besonders mied Caso Bewegungen der Kamera, um so theaterartige Bilder zu erzeugen.

## Ausstrahlungen
Die Serie debütierte bei HBO am 3. Juni 2001 und endete am 21. August 2005 nach der fünften Staffel.
In Deutschland lief Six Feet Under zunächst ab dem 13. April 2003 auf dem Pay-TV-Sender Premiere. Im Free-TV lief der Pilotfilm am 11. Mai 2004 um 22:15 Uhr auf VOX, die weiteren Folgen wurden im weiteren Verlauf um 23:15 Uhr ausgestrahlt. Aufgrund guter Marktanteile wurden die Folgen ab dem 29. Juni 2004 erneut auf den 22:15 Uhr-Sendeplatz vorgezogen. Ab dem 10. August 2004 wurde die zweite Staffel, bestehend aus 13 Folgen, ausgestrahlt. Die Serie lief bis zum 15. März 2006 auf VOX. In Österreich wurde die Serie in der Donnerstag Nacht auf ORF 1 gezeigt. Im Januar 2011 strahlte ZDFneo die Serie werbefrei aus.

## Rezeption
Die Serie wurde vom Publikum und der Kritik einhellig gelobt. Mit durchschnittlich 5 Millionen Zuschauern pro Woche übertraf sie bei ihrer Premiere bei weitem den Vergleichswert der Sopranos (3,3 Millionen pro Woche in der ersten Staffel).
20 Jahre nach der Erstveröffentlichung schrieb Isabelle Oderberg für den Guardian, dass die Serie bahnbrechend war und sehr nah an die Perfektion heranreicht. Viele der behandelten Themen seien immer noch relevant, was auf die herausragenden Drehbücher und die beste schauspielerische Leistung im Fernsehen zurückzuführen ist.
Im Oktober 2021 wählte die BBC Six Feet Under auf Platz 12 der besten Fernsehserien des 21. Jahrhunderts.

## Auszeichnungen (Auswahl)
Insgesamt gewann die Serie 46 Preise und wurde für 117 nominiert, darunter:

### Screen Actors Guild Awards
2002
- Bestes Ensemble (Nominierung)
- Bester Schauspieler (Drama/Serie): Peter Krause (Nominierung)

2003
- Bestes Ensemble

2004
- Bestes Ensemble
- Beste Schauspielerin (Drama/Serie): Frances Conroy
- Bester Schauspieler (Drama/Serie): Peter Krause (Nominierung)

2005
- Bestes Ensemble (Nominierung)

### Golden Globe Awards
2002
- Beste Fernsehserie (Drama)
- Beste Nebendarstellerin (Drama/Serie): Rachel Griffiths
- Bester Darsteller (Drama/Serie): Peter Krause (Nominierung)

2003
- Beste Fernsehserie (Drama) (Nominierung)
- Beste Darstellerin (Drama/Serie): Rachel Griffiths (Nominierung)
- Bester Darsteller (Drama/Serie): Peter Krause (Nominierung)

2004
- Beste Fernsehserie (Drama) (Nominierung)
- Beste Darstellerin (Drama/Serie): Frances Conroy

### Emmy Awards
2002
- Bestes Casting (Drama/Serie)
- Beste Regie (Drama/Serie): Alan Ball (Pilotfolge)
- Beste Gastrolle (Drama/Serie): Patricia Clarkson
- Bestes Titel-Design
- Beste Titelmusik: Thomas Newman
- Bestes Make Up (Drama/Serie)
- 17 weitere Nominierungen

2003
- Bestes Casting (Drama/Serie)
- 15 weitere Nominierungen

2006
- Beste Gastrolle (Drama/Serie): Patricia Clarkson
- Bestes Make-Up (Drama/Serie)
- 7 weitere Nominierungen